# ATP Buenos Aires 1986
L'ATP Buenos Aires 1986 è stato un torneo di tennis giocato sulla terra rossa. È stata la 56ª edizione del torneo, che fa parte del Nabisco Grand Prix 1986. Si è giocato a Buenos Aires in Argentina dal 10 al 17 novembre 1986.

## Campioni

### Singolare maschile
Jay Berger ha battuto in finale  Franco Davín con il punteggio di 6–3, 6–3

### Doppio maschile
Loïc Courteau /  Horst Skoff hanno battuto in finale  Gustavo Luza /  Gustavo Tiberti 3–6, 6–4, 6–3